# Dakhla (stadsdel)
Dakhla (arabiska: الداخلة) är en stadsdel i staden Agadir i Marocko.   Den ligger i den centrala delen av landet, 500 km sydväst om huvudstaden Rabat.